# 3379 Oishi
A 3379 Oishi (ideiglenes jelöléssel 1931 TJ1) a Naprendszer kisbolygóövében található aszteroida. Karl Wilhelm Reinmuth fedezte fel 1931. október 6-án.